# Milneria kelseyi
Milneria kelseyi ist eine Muschel-Art aus der Familie der Trapezmuscheln (Carditidae).

## Merkmale
Das gleichklappige, stark aufgeblähte Gehäuse ist klein und misst bis 17 mm in der Länge. Es ist im Umriss annähernd trapezoidal und stark nach hinten verlängert. Es ist daher stark ungleichseitig, mit den gerade eingerollten (orthogyraten) Wirbeln deutlich vor der Mittellinie. Als Verhältnis wird angegeben: Länge = 11 mm, Höhe = 3 mm und Dicke bzw. Durchmesser = 4,5 mm. Der hintere Dorsalrand ist annähernd gerade und steigt kräftig an (Ventralrand als waagrechte Bezugslinie). Er geht mit einem flachen, gerundeten Winkel in den sehr breiten, schwach gewölbten Hinterrand über. Der vordere Dorsalrand ist sehr kurz, leicht gewölbt und fällt fast senkrecht ab. Zwischen Dorsalrand und Vorderrand ist lediglich eine schwache Winkeländerung erkennbar. Der Vorderrand geht eng gerundet in den Ventralrand über. Der Ventralrand ist bei den Männchen gerade bis leicht konkav gewölbt. Bei den Weibchen ist die Ventralseite in der hinteren Gehäusehälfte blasenartig eingesenkt. Der Ventralrand (von rechter und linker Klappe) ist daher stark sinuös. Die Lunula ist klein und schmal. Die Area ist groß und breit, und deutlich abgegrenzt. Das Schloss weist in der linken Klappe einen dreieckigen bzw. besser beschrieben, lambda-förmigen Hauptzahn, bzw. zwei divergierende Hauptzähne auf. In der rechten Klappe sind drei Hauptzähne vorhanden, von denen aber der vordere und der hintere Hauptzahn sehr klein sind. Seitenzähne fehlen, mit Ausnahme eines sehr kleinen hinteren Seitenzahnes in der linken Klappe. Das Ligament sitzt hinter dem Wirbel. Es sind zwei annähernd gleich große Schließmuskeln vorhanden. Die Mantellinie ist ganzrandig.
Die hellbraune Schale ist dick und fest. Vom Wirbel zieht ein kräftiger Kiel zum hinteren unteren Gehäuserand. Die Ornamentierung besteht aus 6 bis 10 schwachen radialen Rippen, die sich mit etwas unregelmäßigen, sehr eng stehenden, randparallelen Rippen kreuzen. Die randparallelen Rippen sind schuppig verbreitert. Die Kreuzungsstellen können knotig verstärkt sein. Der innere Gehäuserand ist fein gekerbt. Innen ist die Schale weißlich bis schwach beigefarben.

## Ähnliche Arten
Milneria kelseyi ähnelt stark der anderen Art der Gattung Milneria, Milneria minima (Dall, 1871). Letztere Art ist kleiner und ihr fehlt der deutliche Kiel, der bei Milneria kelseyi vom Wirbel zum unteren Hinterende zieht. Die Lunula ist bei Milneria minima relativ groß und deutlich eingesenkt, die Area ist schmal und klein. Bei Milneria kelseyi ist die Lunula sehr klein, dafür ist die Area größer und deutlich ausgeprägt.

## Geographische Verbreitung und Lebensraum
Das Verbreitungsgebiet reicht von Monterey Bay (Kalifornien, USA, 36.6° N) bis Punta Pequeña, Niederkalifornien (26.2° N) sowie im Golf von Kalifornien bei Bahía de los Ángeles (Bundesstaat Baja California, Mexiko, 28.9° N).
Die Art kommt von der Gezeitenzone bis etwa 37 Meter Wassertiefe vor. Sie baut mit Byssusfäden Nester zwischen Steinen.

## Entwicklung
Die Art ist getrenntgeschlechtlich. In einer speziellen „Bruttasche“ oder „Marsupium“ an der Bauchseite und außerhalb des Gehäuses gelegen, wurden bis zu 50 Jungmuscheln gefunden, die in dieser Einstülpung des Gehäuses mit Byssusfäden angeheftet waren. Die „Bruttasche“ oder das „Marsupium“ soll nach einer Meinung mit Periostracum verschlossen sein, nach anderer Meinung mit einer Mantelfalte.
Wie die Jungmuscheln in diese Einbuchtung kommen, ist bisher nicht beobachtet worden. Sie können allerdings erst in die Einbuchtung kommen bzw. sich dort anheften, nachdem die Byssusdrüse voll ausgebildet ist. In Analogie zu anderen Arten der Familie Carditidae mit Brutpflege, entwickeln sich die Larven zwischen den Kiemen in der Mantelhöhle und siedeln sich anschließend für eine gewisse Zeit in der Einstülpung an der Bauchseite des Muttertieres an.

## Taxonomie
Die Art wurde 1916 von William Healey Dall begründet. Sie wird allgemein als gültige Art anerkannt. Eine Abbildung findet sich im The Light and Smith Manual: intertidal invertebrates from Central California to Oregon.

## Belege